# Verdienter Werktätiger des Verkehrswesens der Deutschen Demokratischen Republik
Verdienter Werktätiger des Verkehrswesens der Deutschen Demokratischen Republik war eine staatliche Auszeichnung  der Deutschen Demokratischen Republik (DDR), welche in Form eines Ehrentitels mit Urkunde und einer tragbaren Medaille verliehen wurde. 

## Beschreibung
Gestiftet wurde der Titel am 30. Januar 1975. Seine Verleihung erfolgte für hervorragende Leistungen bei der Erfüllung bzw. Überfüllung der vorgegebenen Planaufgaben im Verkehrswesen, die durch Steigerung der Produktivität und Erhöhung der Effektivität Ausfluss genommen haben. Ferner auch für besondere Verdienste bei der Durchsetzung des wissenschaftlich-technischen Fortschritts und Rationalisierung im Verkehrswesen, aber auch für langjährige vorbildliche Einsatzbereitschaft im Verkehrswesen. Die Anzahl der Höchstverleihungen war pro Jahr auf 30 Ehrentitel begrenzt.

## Medaille zum Ehrentitel

### Aussehen
Die vergoldete Medaille mit einem Durchmesser von 30 mm zeigt auf ihren Avers einen Perlenkreis. In ihm sind zwei unten gekreuzte modern ausgeführte geschwungene nach oben offenen Lorbeerblättern zu sehen. In der Mitte liegt zentral das Symbol des Verkehrswesens mit der darunter liegenden dreizeiligen Inschrift: VERDIENTER / WERKTÄTIGER DES / VERKEHRSWESENS. Das Revers der Medaille zeigt das Staatswappen der DDR.

### Trageweise
Getragen wurde die Medaille auf der linken oberen Brustseite an einem 25 × 14 mm blau bezogenen Ordensband. Auf ihm sind zwei senkrechte rote Streifen von 3 mm Breite eingewebt, die 3 mm vom Saum entfernt sind. Auf der Interimsspange ist zusätzlich eine vergoldete Miniatur des Symbols des Verkehrswesens angebracht.